# Lijst van burgemeesters van Lokeren
Hieronder volgt een lijst van burgemeesters van de Belgische stad Lokeren.

## Burgemeesters van Lokeren (vanaf 1804–heden)
| Partij-legenda |
| --- |
| ■ Katholieke Partij (5) ■ Katholiek verbond (4) ■ Katholieke Volkspartij (3) ■ Liberale Partij (4) ■ Liberalen en Democraten (2) ■ Onafhankelijk (6) ■ Vlaamsch Nationaal Verbond (1) |

| Tijdspanne | Tijdspanne      | Burgemeester                                    |
| ---------- | --------------- | ----------------------------------------------- |
|            | ca. 1804 - 1824 | Pierre Francis Van Remoortere                   |
|            | 1824 - 1830     | Paul Norbert Tack                               |
|            | 1830 - 1842     | Pieter Bernard Verheyden                        |
|            | 1842 - ?        | Charles Roels-Dammekens (LP)                    |
|            | 1850 - 1854     | Pieter René Désiré Blancquaert                  |
|            | 1854 - 1861     | Eduard-Alexander Meyvis                         |
|            | 1861 - 1872     | Adolf Van Landeghem (LP)                        |
|            | 1872 - 1874     | Karel Thuysbaert                                |
|            | ca. 1876        | Charles-Ferdinand Van Goethem                   |
|            | 1879 - 1890     | Charles Beuckel (LP)                            |
|            | 1891 - 1908     | Prosper Thuysbaert sr. (Kath. Partij)           |
|            | 1908 - 1914     | Auguste Raemdonck van Megrode (Katholieke Unie) |
|            | 1914 - 1917     | Louis Herbert (Katholieke Partij)               |
|            | 1917 - 1918     | Eduard Vanneste (Katholieke Partij)             |
|            | 1918 - 1939     | Auguste Raemdonck van Megrode (UCB)             |
|            | 1939 - 1940     | Gaston Van der Poorten (UCB)                    |
|            | 1941            | Louis Van de Walle (UCB)                        |
|            | 1941 - 1944     | Stan De Bruyn (VNV, oorlogsburgemeester)        |
|            | 1944            | Louis Van de Walle (UCB)                        |
|            | 1945 - 1947     | Albert Lamborelle (LP)                          |
|            | 1947 - 1959     | Prosper Thuysbaert jr. (CVP)                    |
|            | 1960 - 1975     | Robert De Noos (CVP)                            |
|            | 1976 - 1994     | Hilaire Liebaut (CVP)                           |
|            | 1995 - 2000     | Georges Anthuenis (VLD)                         |
|            | 2001 - heden    | Filip Anthuenis (VLD / Open Vld)                |

## Geen burgemeester
Personen die een schout of meier waren maar geen burgemeester van Lokeren:
| Tijdspanne | Naam                              | Functie         |
| ---------- | --------------------------------- | --------------- |
| ca. 1122   | Walter van Zuylen                 | Schout          |
| ca. 1339   | Jan van Zuylen                    | Schout          |
| ca. 1789   | Pieter-Benedict van Kerckhove     | Meier           |
| ca. 1792 ? | Egidius Dominicus Van Vlierberghe | Meier en Schout |

Brussels Hoofdstedelijk Gewest:
Anderlecht · 
Brussel

Vlaanderen:
Aalst · 
Aarschot · 
Antwerpen · 
 Asse · 
Beernem · 
Bertem · 
Blankenberge · 
Brugge · 
Damme · 
De Haan · 
De Panne · 
Deerlijk · 
Deinze · 
Eeklo · 
Evergem · 
Galmaarden · 
Geraardsbergen · 
Gent · 
Halle · 
Hasselt · 
Herent · 
Herk-de-Stad · 
Herzele · 
Heusden-Zolder · 
Houthalen-Helchteren · 
Ichtegem · 
Kaprijke · 
Knokke-Heist · 
Kortemark · 
Kortenberg · 
Kortrijk · 
Leuven · 
Lichtervelde · 
Lievegem · 
Lokeren · 
Maldegem · 
Mechelen · 
Moerbeke-Waas · 
Ninove · 
Oostende · 
Oostkamp · 
Poperinge · 
Roeselare · 
Ronse · 
Sint-Lievens-Houtem · 
Sint-Niklaas · 
Sint-Truiden · 
Temse · 
Tielt · 
Tienen · 
Tongeren · 
Torhout · 
Veurne · 
Waregem · 
Wellen · 
Wetteren · 
Wichelen · 
Zaventem · 
Zedelgem · 
Zele · 
Zonhoven · 
Zottegem

Wallonië: 
Charleroi · 
's-Gravenbrakel · 
Morlanwelz · 
Ophain-Bois-Seigneur-Isaac